# 65 (film)
65 je americký sci-fi thriller, který napsali a režírovali Scott Beck a Bryan Woods a v němž hrají Adam Driver, Ariana Greenblatt a Chloe Coleman. Film produkují Columbia Pictures, Raimi Productions a Beck/Woods. Film měl mít v Americe premiéru 14. dubna 2023, v českých kinech měl mít premiéru 13. dubna 2023.

## Obsazení
| Adam Driver       |
| Ariana Greenblatt |
| Chloe Coleman     |

## Vznik filmu
V září 2020 podepsal Adam Driver smlouvu na hlavní roli ve filmu, který budou produkovat, psát a režírovat Scott Beck a Bryan Woods; Sam Raimi bude koproducentem se Zainab Azizi a Debbie Liebling. O dva měsíce později se k obsazení připojila Ariana Greenblatt. V prosinci 2020 se k obsazení připojila Chloe Coleman.
Natáčení začalo 16. listopadu 2020 v New Orleans, v lednu 2021 se natáčelo také v národním lese Kisatchie ve Vernon Parish v Louisianě a v lednu 2021 se natáčelo v jižním Oregonu, včetně lokací v Gold Beach a Powers.

## Hudba
V únoru 2021 bylo oznámeno, že hudbu k filmu složil Danny Elfman.

## Vydání
Film má být uveden do amerických kin 14. dubna 2023 společností Sony Pictures Releasing. Dříve byla premiéra filmu naplánována na 13. května 2022 a 29. dubna 2022.

## Chyby
První chybou snímku je samotný jeho název. Neustále se objevuje údaj, že neptačí dinosauři vyhynuli v době před 65 miliony let (viz také název filmu), již od roku 2013 je ale díky radiometrickému měření prokázáno, že to bylo o celý milion let dříve, tedy před 66 miliony let. Před 65 miliony let už by hlavní hrdinové živé dinosaury (mimo ptáky) nepotkali.